# Leigh Canyon
Der Leigh Canyon ist eine Schlucht im Grand-Teton-Nationalpark im Westen des US-Bundesstaates Wyoming. Der Canyon befindet sich in der nördlichen Teton Range und ist von Jackson Hole aus sichtbar. Die Schlucht wurde durch Gletscher gebildet, die sich am Ende des letzteiszeitlichen Maximums vor etwa 15.000 Jahren zurückzogen und ein Trogtal hinterließen. Der Leigh Canyon verläuft 10 km von West nach Ost und wird von einer Reihe hoher Berggipfel umschlossen. Nördlich des Canyons liegen Mount Moran, Thor Peak sowie Maidenform Peak, im Süden Littles Peak und Mount Woodring. Das untere Ende des Canyons endet an der Westseite des Leigh Lake. Durch den Canyon fließt der Leigh Creek.

## Belege
1. ↑  Geonames: Leigh Canyon. Abgerufen am 20. Februar 2021.
2. ↑  Topoquest: Mount Woodring, WY. Abgerufen am 20. Februar 2021.
3. ↑  Leigh Lake. Abgerufen am 20. Februar 2021 (englisch).